# Anisoperas adulta
Anisoperas adulta är en fjärilsart som beskrevs av W. Warren 1904. Anisoperas adulta ingår i släktet Anisoperas och familjen mätare. Inga underarter finns listade i Catalogue of Life.